# Lordhoweglasögonfågel
Lordhoweglasögonfågel (Zosterops strenuus) är en utdöd fågel i familjen glasögonfåglar inom ordningen tättingar. Den förekommer tidigare på  Lord Howeön. IUCN kategoriserar arten som utdöd.

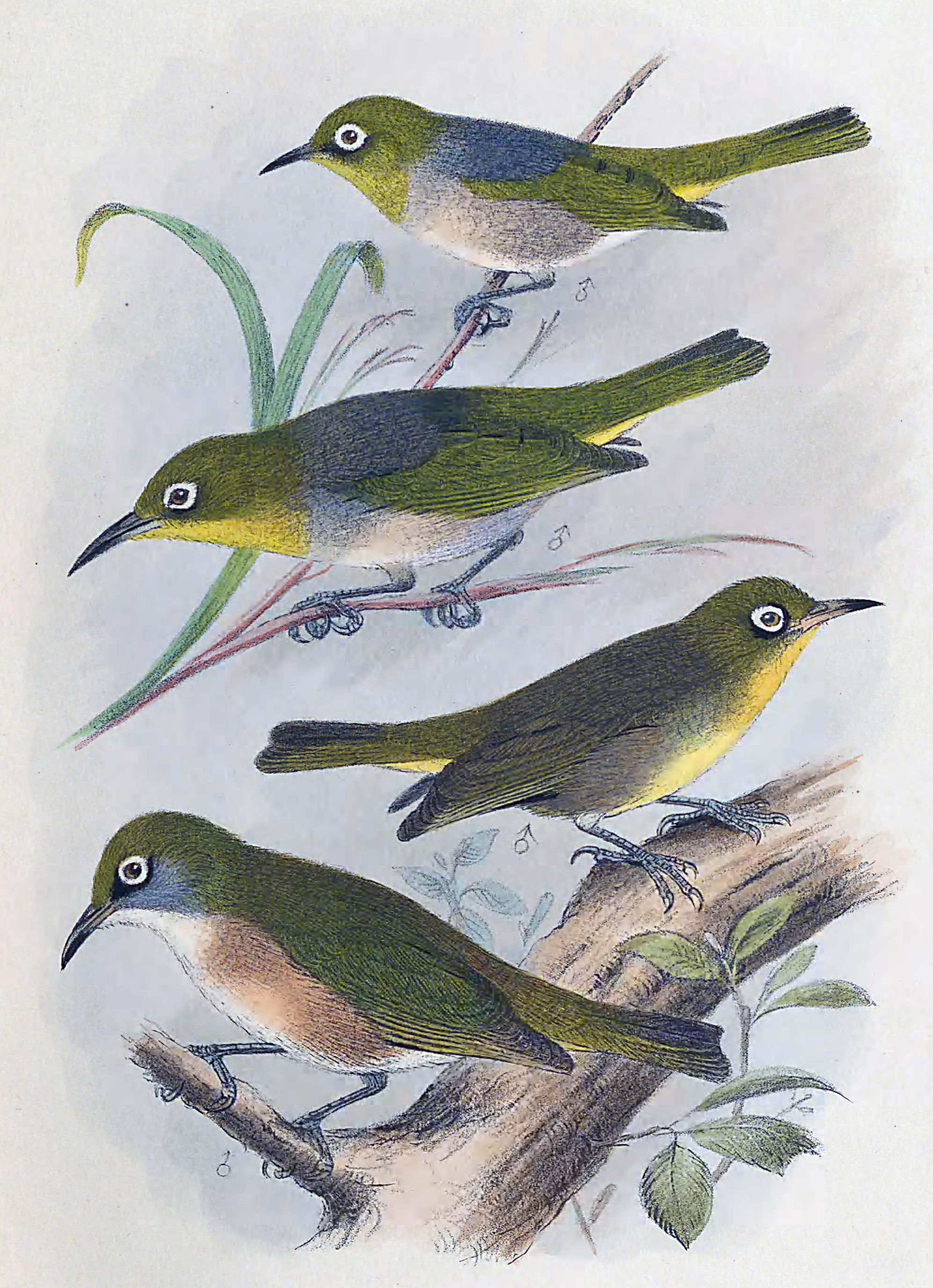
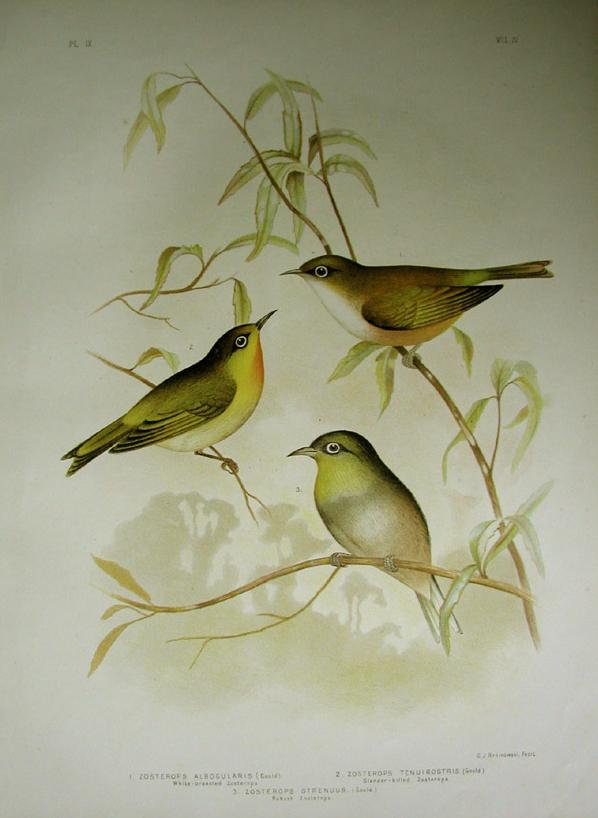